# Турськ (Мазовецьке воєводство)
Турськ (пол. Tursk) — село в Польщі, у гміні Стара Блотниця Білобжезького повіту Мазовецького воєводства.
Населення — 242 особи (2011).
У 1975-1998 роках село належало до Радомського воєводства.

## Демографія
Демографічна структура станом на 31 березня 2011 року:
|          | Загалом | Допрацездатний вік | Працездатний вік | Постпрацездатний вік |
| -------- | ------- | ------------------ | ---------------- | -------------------- |
| Чоловіки | 117     | 22                 | 82               | 13                   |
| Жінки    | 125     | 33                 | 66               | 26                   |
| Разом    | 242     | 55                 | 148              | 39                   |